# 凹褶喇叭虫
凹褶喇叭虫（学名：Buccinosphaera invaginata）为胶球虫科喇叭球虫属的动物。分布于菲律宾群岛大西洋西部、澳大利亚周围以及海南岛等等。